# Football Club de Nantes "II"
El Football Club de Nantes "II" es un equipo de fútbol de Francia que compite en el Championnat National 2, la cuarta división de fútbol del país. Es el filial del Football Club de Nantes.

## Historia
Fue fundado en el año 1952 en la ciudad de Nantes y es el principal equipo reserva del FC Nantes, el cual milita en la Ligue 1, por lo que no es elegible para jugar en ella.
Es un equipo diseñado para darle trabajo a los jugadores de la academia del FC Nantes para que algún día formen parte del primer equipo y se vuelvan profesionales. Está compuesto principalmente por jugadores menores de 23 años, más algunos jugadores que sobrepasen esa edad.

## Palmarés
- CFA2 Grupo G: 1

2012/13
- CFA2 Grupo B: 1

2017/18